# Ao Vivo em São Paulo - Volume 1
Ao Vivo em São Paulo - Volume 1 é um álbum ao vivo da cantora Heloisa Rosa, lançado pela Musile Records em 2014. O repertório é parte da gravação do DVD Ao Vivo em São Paulo, lançado no mesmo ano, e contém a parte de introdução e 'Queda' do registro.

## Faixas
1. II Tm 3:1-4 (Intro)
2. Vaidade
3. Dançarei Contigo
4. Não Temerei
5. Há um Lugar
6. A Queda
7. Seis da Tarde
8. Deus Meu
9. Estante da Vida
10. Clamarei Teu Santo Nome
11. Eu Vejo a Cruz (part. David Quinlan)